# Infiniti Pro Series 2002
Infiniti Pro Series 2002 kördes över 7 omgångar, och var den första serien sanktionerad av Indy Racing League förutom IndyCar Series.

## Delsegrare
| Datum        | Bana        | Vinnare        |
| ------------ | ----------- | -------------- |
| 7 juli       | Kansas      | A.J. Foyt IV   |
| 20 juli      | Nashville   | Cory Witherill |
| 28 juli      | Michigan    | A.J. Foyt IV   |
| 11 augusti   | Kentucky    | A.J. Foyt IV   |
| 25 augusti   | Gateway     | Ryan Hampton   |
| 8 september  | Chicagoland | Aaron Fike     |
| 14 september | Texas       | A.J. Foyt IV   |

## Slutställning
| Plats | Förare            | Poäng |
| ----- | ----------------- | ----- |
| 1     | A.J. Foyt IV      | 290   |
| 2     | Arie Luyendyk Jr. | 236   |
| 3     | Ed Carpenter      | 226   |
| 4     | Cory Witherill    | 213   |
| 5     | Aaron Fike        | 186   |
| 6     | Ronnie Johncox    | 180   |
| 7     | Gary Peterson     | 163   |
| 8     | G.J. Mennen       | 161   |
| 9     | Ryan Hampton      | 147   |
| 10    | Marty Roth        | 138   |